# Collada del Bardot
La Collada del Bardot és una collada situada a 1.112,8 m alt a cavall dels termes comunals de Serrallonga i del Tec, tots dos de la comarca del Vallespir, a la Catalunya del Nord.
És al nord-oest del terme de Serrallonga i al sud-oest del del Tec. Es troba al nord-est del Puig Colom d'Avall i al sud-oest del Puig del Clot del Forn.
Ara en desús, els camins que hi passaven han estat abandonats.